# Mykolaïvka (oblast de Louhansk)
Pour les articles homonymes, voir Mykolaïvka (homonymie).
Mykolaïvka (en ukrainien : Миколаївка) est un village ukrainien situé dans le raïon de Sievierodonetsk de l'oblast de Louhansk. Sa population est de 403 habitants.

## Histoire
Des tumulus avec des sépultures de l'âge du bronze tardif (II - début du I millénaire av. J.-C.) ont été étudiés près de Mykolaïvka.
En 1859, on recense deux établissements :
- Mykolaïvka, village seigneurial, vers Bilenka, 126 foyers, 763 habitants, une église orthodoxe, une usine, 3 foires ;
- Mala Mykolaïvka, village seigneurial, vers Jouchma, 57 foyers, 331 habitants.

Le village a souffert du génocide du peuple ukrainien commis par le gouvernement de l'URSS en 1932-1933, le nombre de victimes identifiées est de 138 personnes.
Dans le cadre de la guerre russo-ukrainienne, le groupe Wagner revendique la prise du village le 2 février 2023.

## Population
Selon le recensement de 2001, la population du village était de 403 personnes, dont 87,1 % de langue maternelle ukrainienne, 12,41 % - russe, et 0,49 % - autre.